# Pylaisia australis
Pylaisia australis là một loài Rêu trong họ Hypnaceae. Loài này được Dixon & Sainsbury mô tả khoa học đầu tiên năm 1933.